# Shelbyville (Kentucky)
Shelbyville és una població dels Estats Units a l'estat de Kentucky. Segons el cens del 2000 tenia 10.085 habitants.

## Demografia
Segons el cens del 2000, Shelbyville tenia 10.085 habitants, 3.822 habitatges, i 2.549 famílies. La densitat de població era de 515,1 habitants/km².
Dels 3.822 habitatges en un 35,1% hi vivien nens de menys de 18 anys, en un 45,6% hi vivien parelles casades, en un 16,6% dones solteres, i en un 33,3% no eren unitats familiars. En el 26,7% dels habitatges hi vivien persones soles el 9,9% de les quals corresponia a persones de 65 anys o més que vivien soles. El nombre mitjà de persones vivint en cada habitatge era de 2,54 i el nombre mitjà de persones que vivien en cada família era de 3,03.
Per edats la població es repartia de la següent manera: un 26,4% tenia menys de 18 anys, un 11,2% entre 18 i 24, un 33% entre 25 i 44, un 18,6% de 45 a 60 i un 10,8% 65 anys o més.
L'edat mediana era de 32 anys. Per cada 100 dones de 18 o més anys hi havia 92,8 homes.
La renda mediana per habitatge era de 37.607 $ i la renda mediana per família de 44.481 $. Els homes tenien una renda mediana de 30.913 $ mentre que les dones 24.710 $. La renda per capita de la població era de 17.461 $. Entorn del 12,5% de les famílies i el 15,5% de la població estaven per davall del llindar de pobresa.